# Lista över fornlämningar i Sundsvalls kommun (Skön)
Lista över fornlämningar i Sundsvalls kommun (Skön) är en förteckning av ett urval av de fornlämningar som finns i Skön i Sundsvalls kommun med bostadsområdena Birsta, Ljustadalen, Sundsbruk och Tunadal med tätorterna Johannedal, Sundsbruk och Tunadal samt norra delen av tätorten Sundsvall med stadsdels-/bostadsområdena Bosvedjan, Haga och Skönsberg.
| Namn                                   | Lämningstyp                      | Tillkomsttid | Historisk indelning | Plats                                                 | Läge                 | ID-nr          | Bild                                                                          |
| -------------------------------------- | -------------------------------- | ------------ | ------------------- | ----------------------------------------------------- | -------------------- | -------------- | ----------------------------------------------------------------------------- |
| Skön 1:1                               | Hög                              |              | Skön, Medelpad      | Ljustadalen - Nordväst om Ljustadalens centrum        | 62.438362, 17.366732 | 10249200010001 | Ladda upp en bild av detta fornminne                                          |
| Skön 1:2                               | Hög                              |              | Skön, Medelpad      | Ljustadalen - Nordväst om Ljustadalens centrum        | 62.438512, 17.366390 | 10249200010002 | Ladda upp en bild av detta fornminne                                          |
| Skön 3:1                               | Hög                              |              | Skön, Medelpad      | Ljustadalen - Öster om Ljustadalens centrum           | 62.436448, 17.372174 | 10249200030001 | Ladda upp en bild av detta fornminne                                          |
| Skön 4:1                               | Hög                              |              | Skön, Medelpad      | Ljustadalen - Sydost om Ljustadalens centrum          | 62.435991, 17.370720 | 10249200040001 | Ladda upp en bild av detta fornminne                                          |
| Skön 4:2                               | Hög                              |              | Skön, Medelpad      | Ljustadalen - Sydost om Ljustadalens centrum          | 62.435884, 17.371078 | 10249200040002 | Ladda upp en bild av detta fornminne                                          |
| Skön 5:1                               | Hög                              |              | Skön, Medelpad      | Ljustadalen - Sydost om Ljustadalens centrum          | 62.435834, 17.372278 | 10249200050001 | Ladda upp en bild av detta fornminne                                          |
| Skön 7:1                               | Stensättning                     |              | Skön, Medelpad      | Ljustadalen - Nordost om Ljustadalens centrum         | 62.437800, 17.373629 | 10249200070001 | Ladda upp en bild av detta fornminne                                          |
| Skön 8:3                               | Hög                              |              | Skön, Medelpad      | Ljustadalen - Nordost om Ljustadalens centrum         | 62.438969, 17.373306 | 10249200080003 | Ladda upp en bild av detta fornminne                                          |
| Skön 9:1                               | Hög                              |              | Skön, Medelpad      | Ljustadalen - Huggsta                                 | 62.440759, 17.372805 | 10249200090001 | Ladda upp en bild av detta fornminne                                          |
| Skön 9:2                               | Hög                              |              | Skön, Medelpad      | Ljustadalen - Huggsta                                 | 62.441023, 17.372396 | 10249200090002 | Ladda upp en bild av detta fornminne                                          |
| Skön 9:3                               | Hög                              |              | Skön, Medelpad      | Ljustadalen - Huggsta                                 | 62.440875, 17.372536 | 10249200090003 | Ladda upp en bild av detta fornminne                                          |
| Skön 9:4                               | Stensättning                     |              | Skön, Medelpad      | Ljustadalen - Huggsta                                 | 62.440919, 17.372836 | 10249200090004 | Ladda upp en bild av detta fornminne                                          |
| Skön 10:1                              | Stensättning                     |              | Skön, Medelpad      | Ljustadalen - Huggsta                                 | 62.439651, 17.374706 | 10249200100001 | Ladda upp en bild av detta fornminne                                          |
| Skön 11:1                              | Grav- och boplatsområde          |              | Skön, Medelpad      | Ljustadalen                                           | 62.442212, 17.374210 | 10249200110001 | Ladda upp en bild av detta fornminne                                          |
| Skön 12:1                              | Gravfält                         |              | Skön, Medelpad      | Ljustadalen                                           | 62.442854, 17.374976 | 10249200120001 | Ladda upp en bild av detta fornminne                                          |
| Skön 13:1                              | Hög                              |              | Skön, Medelpad      | Sundsbruk - Västland                                  | 62.449473, 17.354264 | 10249200130001 | Ladda upp en bild av detta fornminne                                          |
| Skön 14:1                              | Hög                              |              | Skön, Medelpad      | Sundsbruk - Sköns Prästbord (Nordväst om Sköns kyrka) | 62.448973, 17.351375 | 10249200140001 | Ladda upp en bild av detta fornminne                                          |
| Skön 14:2                              | Hög                              |              | Skön, Medelpad      | Sundsbruk - Sköns Prästbord (Nordväst om Sköns kyrka) | 62.449188, 17.351237 | 10249200140002 | Ladda upp en bild av detta fornminne                                          |
| Skön 14:3                              | Hög                              |              | Skön, Medelpad      | Sundsbruk - Sköns Prästbord (Nordväst om Sköns kyrka) | 62.449551, 17.351783 | 10249200140003 | Ladda upp en bild av detta fornminne                                          |
| Skön 16:1                              | Hög                              |              | Skön, Medelpad      | Sundsbruk - Sköns Prästbord (Sydväst om Sköns kyrka)  | 62.447032, 17.351458 | 10249200160001 | Ladda upp en bild av detta fornminne                                          |
| Skön 17:1                              | Hög                              |              | Skön, Medelpad      | Sundsbruk - Sköns Prästbord (Söder om Sköns kyrka)    | 62.447203, 17.352620 | 10249200170001 | Ladda upp en bild av detta fornminne                                          |
| Skön 17:2                              | Stensättning                     |              | Skön, Medelpad      | Sundsbruk - Sköns Prästbord (Söder om Sköns kyrka)    | 62.447241, 17.352411 | 10249200170002 | Ladda upp en bild av detta fornminne                                          |
| Skön 18:1                              | Gravfält                         |              | Skön, Medelpad      | Ljustadalen - Berge                                   | 62.446190, 17.353554 | 10249200180001 | Ladda upp en bild av detta fornminne                                          |
| Skön 19:1                              | Hög                              |              | Skön, Medelpad      | Ljustadalen - Ljusta (Kyrkvägen 43)                   | 62.446626, 17.351636 | 10249200190001 | Ladda upp en bild av detta fornminne                                          |
| Skön 20:1                              | Hög                              |              | Skön, Medelpad      |                                                       | 62.446241, 17.349224 | 10249200200001 | Ladda upp en till bild av detta fornminne                                     |
| Skön 22:1                              | Gravfält                         |              | Skön, Medelpad      |                                                       | 62.443826, 17.361309 | 10249200220001 | Ladda upp en bild av detta fornminne                                          |
| Skön 23:1                              | Gravfält                         |              | Skön, Medelpad      |                                                       | 62.444218, 17.360112 | 10249200230001 | Ladda upp en bild av detta fornminne                                          |
| Skön 24:1                              | Hög                              |              | Skön, Medelpad      |                                                       | 62.445491, 17.355874 | 10249200240001 | Ladda upp en bild av detta fornminne                                          |
| Skön 24:2                              | Hög                              |              | Skön, Medelpad      |                                                       | 62.445591, 17.355534 | 10249200240002 | Ladda upp en bild av detta fornminne                                          |
| Skön 24:3                              | Stensättning                     |              | Skön, Medelpad      |                                                       | 62.445241, 17.356450 | 10249200240003 | Ladda upp en bild av detta fornminne                                          |
| Skön 24:4                              | Hög                              |              | Skön, Medelpad      |                                                       | 62.445915, 17.355777 | 10249200240004 | Ladda upp en bild av detta fornminne                                          |
| Skön 26:1                              | Hög                              |              | Skön, Medelpad      |                                                       | 62.438504, 17.370361 | 10249200260001 | Ladda upp en bild av detta fornminne                                          |
| Skön 26:2                              | Hög                              |              | Skön, Medelpad      |                                                       | 62.438543, 17.370028 | 10249200260002 | Ladda upp en bild av detta fornminne                                          |
| Skön 26:3                              | Hög                              |              | Skön, Medelpad      |                                                       | 62.438781, 17.369874 | 10249200260003 | Ladda upp en bild av detta fornminne                                          |
| Skön 27:1                              | Hög                              |              | Skön, Medelpad      |                                                       | 62.439256, 17.370794 | 10249200270001 | Ladda upp en bild av detta fornminne                                          |
| Skön 27:2                              | Hög                              |              | Skön, Medelpad      |                                                       | 62.439379, 17.371069 | 10249200270002 | Ladda upp en bild av detta fornminne                                          |
| Skön 28:1                              | Hög                              |              | Skön, Medelpad      |                                                       | 62.442160, 17.360566 | 10249200280001 | Ladda upp en bild av detta fornminne                                          |
| Skön 28:2                              | Stensättning                     |              | Skön, Medelpad      |                                                       | 62.442042, 17.360544 | 10249200280002 | Ladda upp en bild av detta fornminne                                          |
| Skön 28:3                              | Stensättning                     |              | Skön, Medelpad      |                                                       | 62.441932, 17.360147 | 10249200280003 | Ladda upp en bild av detta fornminne                                          |
| Skön 28:4                              | Stensättning                     |              | Skön, Medelpad      |                                                       | 62.441904, 17.360530 | 10249200280004 | Ladda upp en bild av detta fornminne                                          |
| Skön 30:1                              | Stensättning                     |              | Skön, Medelpad      |                                                       | 62.440898, 17.362917 | 10249200300001 | Ladda upp en bild av detta fornminne                                          |
| Skön 31:1                              | Gravfält                         |              | Skön, Medelpad      |                                                       | 62.442327, 17.363301 | 10249200310001 | Ladda upp en bild av detta fornminne                                          |
| Skön 32:1                              | Hög                              |              | Skön, Medelpad      |                                                       | 62.441684, 17.364548 | 10249200320001 | Ladda upp en bild av detta fornminne                                          |
| Skön 32:3                              | Hög                              |              | Skön, Medelpad      |                                                       | 62.441446, 17.363513 | 10249200320003 | Ladda upp en bild av detta fornminne                                          |
| Skön 33:1                              | Gravfält                         |              | Skön, Medelpad      |                                                       | 62.439849, 17.363361 | 10249200330001 | Ladda upp en bild av detta fornminne                                          |
| Skön 35:1                              | Hög                              |              | Skön, Medelpad      |                                                       | 62.443482, 17.363059 | 10249200350001 | Ladda upp en bild av detta fornminne                                          |
| Skön 35:2                              | Hög                              |              | Skön, Medelpad      |                                                       | 62.443532, 17.362860 | 10249200350002 | Ladda upp en bild av detta fornminne                                          |
| Skön 35:3                              | Hög                              |              | Skön, Medelpad      |                                                       | 62.443552, 17.362683 | 10249200350003 | Ladda upp en bild av detta fornminne                                          |
| Skön 35:4                              | Stensättning                     |              | Skön, Medelpad      |                                                       | 62.443640, 17.362597 | 10249200350004 | Ladda upp en bild av detta fornminne                                          |
| Skön 36:1                              | Hög                              |              | Skön, Medelpad      |                                                       | 62.443775, 17.371317 | 10249200360001 | Ladda upp en bild av detta fornminne                                          |
| Skön 36:2                              | Hög                              |              | Skön, Medelpad      |                                                       | 62.443925, 17.371114 | 10249200360002 | Ladda upp en bild av detta fornminne                                          |
| Skön 37:2                              | Hög                              |              | Skön, Medelpad      |                                                       | 62.445150, 17.370831 | 10249200370002 | Ladda upp en bild av detta fornminne                                          |
| Skön 37:4                              | Stensättning                     |              | Skön, Medelpad      |                                                       | 62.444930, 17.371959 | 10249200370004 | Ladda upp en bild av detta fornminne                                          |
| Skön 38:1                              | Hög                              |              | Skön, Medelpad      |                                                       | 62.445492, 17.370086 | 10249200380001 | Ladda upp en bild av detta fornminne                                          |
| Skön 39:1                              | Hög                              |              | Skön, Medelpad      |                                                       | 62.445474, 17.368900 | 10249200390001 | Ladda upp en bild av detta fornminne                                          |
| Skön 40:1                              | Hög                              |              | Skön, Medelpad      |                                                       | 62.445225, 17.361115 | 10249200400001 | Ladda upp en bild av detta fornminne                                          |
| Skön 40:2                              | Hög                              |              | Skön, Medelpad      |                                                       | 62.445255, 17.360794 | 10249200400002 | Ladda upp en bild av detta fornminne                                          |
| Skön 41:1                              | Gravfält                         |              | Skön, Medelpad      |                                                       | 62.445586, 17.357994 | 10249200410001 | Ladda upp en bild av detta fornminne                                          |
| Skön 43:1                              | Gravfält                         |              | Skön, Medelpad      |                                                       | 62.444578, 17.351742 | 10249200430001 | Ladda upp en bild av detta fornminne                                          |
| Skön 44:2                              | Hög                              |              | Skön, Medelpad      |                                                       | 62.444476, 17.355882 | 10249200440002 | Ladda upp en bild av detta fornminne                                          |
| Skön 45:1                              | Hög                              |              | Skön, Medelpad      |                                                       | 62.446973, 17.377337 | 10249200450001 | Ladda upp en bild av detta fornminne                                          |
| Skön 46:1                              | Stensättning                     |              | Skön, Medelpad      |                                                       | 62.440026, 17.373427 | 10249200460001 | Ladda upp en bild av detta fornminne                                          |
| Skön 47:1                              | Stensättning                     |              | Skön, Medelpad      |                                                       | 62.440633, 17.364447 | 10249200470001 | Ladda upp en bild av detta fornminne                                          |
| Skön 48:1                              | Gravfält                         |              | Skön, Medelpad      |                                                       | 62.445747, 17.360447 | 10249200480001 | Ladda upp en bild av detta fornminne                                          |
| Skön 49:1                              | Stensättning                     |              | Skön, Medelpad      |                                                       | 62.441693, 17.373447 | 10249200490001 | Ladda upp en bild av detta fornminne                                          |
| Skön 50:1                              | Hög                              |              | Skön, Medelpad      |                                                       | 62.454662, 17.332506 | 10249200500001 | Ladda upp en bild av detta fornminne                                          |
| Skön 52:1                              | Hög                              |              | Skön, Medelpad      | Skönsberg - Gärde                                     | 62.414599, 17.344819 | 10249200520001 | Se fler bilder av detta fornminne · Ladda upp en till bild av detta fornminne |
| Skön 53:1                              | Hög                              |              | Skön, Medelpad      | Skönsberg - Gärde                                     | 62.41485, 17.34385   | 10249200520001 | Se fler bilder av detta fornminne · Ladda upp en till bild av detta fornminne |
| Skön 54:1                              | Hög                              |              | Skön, Medelpad      | Skönsberg - Gärde                                     | 62.413858, 17.343836 | 10249200540001 | Se fler bilder av detta fornminne · Ladda upp en till bild av detta fornminne |
| Skön 54:2                              | Hög                              |              | Skön, Medelpad      | Skönsberg - Gärde                                     | 62.413700, 17.344022 | 10249200540002 | Se fler bilder av detta fornminne · Ladda upp en till bild av detta fornminne |
| Skön 54:3                              | Hög                              |              | Skön, Medelpad      | Skönsberg - Gärde                                     | 62.413762, 17.344344 | 10249200540003 | Se fler bilder av detta fornminne · Ladda upp en till bild av detta fornminne |
| Skön 55:1                              | Hög                              |              | Skön, Medelpad      | Skönsberg - Gärde                                     | 62.413319, 17.344727 | 10249200550001 | Se fler bilder av detta fornminne · Ladda upp en till bild av detta fornminne |
| Skön 55:2                              | Stensättning                     |              | Skön, Medelpad      | Skönsberg - Gärde                                     | 62.413223, 17.344945 | 10249200550002 | Se fler bilder av detta fornminne · Ladda upp en till bild av detta fornminne |
| Skön 55:3                              | Hög                              |              | Skön, Medelpad      | Skönsberg - Gärde                                     | 62.413233, 17.345305 | 10249200550003 | Ladda upp en till bild av detta fornminne                                     |
| Skön 56:1                              | Hög                              |              | Skön, Medelpad      | Skönsberg - Sibirien                                  | 62.409978, 17.360103 | 10249200560001 | Se fler bilder av detta fornminne · Ladda upp en till bild av detta fornminne |
| Skön 57:1                              | Gravfält                         |              | Skön, Medelpad      |                                                       | 62.410440, 17.369168 | 10249200570001 | Ladda upp en till bild av detta fornminne                                     |
| Skön 58:1                              | Hög                              |              | Skön, Medelpad      |                                                       | 62.409112, 17.376151 | 10249200580001 | Ladda upp en bild av detta fornminne                                          |
| Skön 58:2                              | Husgrund, förhistorisk/medeltida |              | Sundsvall, Medelpad |                                                       | 62.409154, 17.375897 | 10249200580002 | Ladda upp en bild av detta fornminne                                          |
| Skön 59:1                              | Hög                              |              | Sundsvall, Medelpad |                                                       | 62.409352, 17.377114 | 10249200590001 | Ladda upp en bild av detta fornminne                                          |
| Skön 60:1                              | Gravfält                         |              | Sundsvall, Medelpad |                                                       | 62.410137, 17.379074 | 10249200600001 | Ladda upp en till bild av detta fornminne                                     |
| Skön 61:1                              | Gravfält                         |              | Sundsvall, Medelpad |                                                       | 62.410692, 17.379182 | 10249200610001 | Ladda upp en till bild av detta fornminne                                     |
| Skön 62:1                              | Stensättning                     |              | Sundsvall, Medelpad |                                                       | 62.402457, 17.384206 | 10249200620001 | Ladda upp en till bild av detta fornminne                                     |
| Skön 63:1                              | Röse                             |              | Sundsvall, Medelpad |                                                       | 62.401915, 17.388880 | 10249200630001 | Ladda upp en till bild av detta fornminne                                     |
| Skön 64:1                              | Stensättning                     |              | Sundsvall, Medelpad |                                                       | 62.402185, 17.390105 | 10249200640001 | Ladda upp en till bild av detta fornminne                                     |
| Skön 68:1                              | Gravfält                         |              | Sundsvall, Medelpad |                                                       | 62.414560, 17.380271 | 10249200680001 | Ladda upp en bild av detta fornminne                                          |
| Skön 69:1                              | Hög                              |              | Sundsvall, Medelpad |                                                       | 62.414786, 17.376991 | 10249200690001 | Ladda upp en bild av detta fornminne                                          |
| Medelpads runinskrifter 15 (Skön 70:1) | Runristning                      | vikingatid   | Skön, Medelpad      | Sundsbruk - Sköns Prästbord (Invid Sköns kyrka)       | 62.447912, 17.352459 | 10249200700001 | Se fler bilder av detta fornminne · Ladda upp en till bild av detta fornminne |
| Medelpads runinskrifter 16 (Skön 70:2) | Runristning                      | vikingatid   | Skön, Medelpad      | Sundsbruk - Sköns Prästbord (Invid Sköns kyrka)       | 62.447912, 17.352459 | 10249200700002 | Se fler bilder av detta fornminne · Ladda upp en till bild av detta fornminne |
| Skön 71:1                              | Hög                              |              | Skön, Medelpad      |                                                       | 62.452821, 17.348596 | 10249200710001 | Ladda upp en bild av detta fornminne                                          |
| Skön 72:1                              | Hög                              |              | Skön, Medelpad      |                                                       | 62.454028, 17.351991 | 10249200720001 | Ladda upp en bild av detta fornminne                                          |
| Skön 72:2                              | Hög                              |              | Skön, Medelpad      |                                                       | 62.453989, 17.352536 | 10249200720002 | Ladda upp en bild av detta fornminne                                          |
| Skön 73:1                              | Stensättning                     |              | Skön, Medelpad      |                                                       | 62.453984, 17.348279 | 10249200730001 | Ladda upp en bild av detta fornminne                                          |
| Skön 77:1                              | Gravfält                         |              | Skön, Medelpad      |                                                       | 62.454250, 17.342094 | 10249200770001 | Ladda upp en bild av detta fornminne                                          |
| Skön 78:1                              | Hög                              |              | Skön, Medelpad      |                                                       | 62.444819, 17.297942 | 10249200780001 | Ladda upp en bild av detta fornminne                                          |
| Skön 78:2                              | Hög                              |              | Skön, Medelpad      |                                                       | 62.445014, 17.298349 | 10249200780002 | Ladda upp en bild av detta fornminne                                          |
| Skön 80:1                              | Gravfält                         |              | Skön, Medelpad      |                                                       | 62.441282, 17.283550 | 10249200800001 | Ladda upp en bild av detta fornminne                                          |
| Skön 82:1                              | Gravfält                         |              | Skön, Medelpad      |                                                       | 62.435347, 17.268279 | 10249200820001 | Ladda upp en bild av detta fornminne                                          |
| Skön 85:1                              | Hög                              |              | Skön, Medelpad      |                                                       | 62.437325, 17.352402 | 10249200850001 | Ladda upp en bild av detta fornminne                                          |
| Skön 86:1                              | Grav- och boplatsområde          |              | Skön, Medelpad      |                                                       | 62.433301, 17.348053 | 10249200860001 | Ladda upp en bild av detta fornminne                                          |
| Skön 89:1                              | Hög                              |              | Skön, Medelpad      |                                                       | 62.443246, 17.323374 | 10249200890001 | Ladda upp en bild av detta fornminne                                          |
| Skön 89:3                              | Stensättning                     |              | Skön, Medelpad      |                                                       | 62.443271, 17.324367 | 10249200890003 | Ladda upp en bild av detta fornminne                                          |
| Skön 89:4                              | Stensättning                     |              | Skön, Medelpad      |                                                       | 62.443074, 17.323530 | 10249200890004 | Ladda upp en bild av detta fornminne                                          |
| Skön 90:1                              | Hög                              |              | Skön, Medelpad      |                                                       | 62.433431, 17.359354 | 10249200900001 | Ladda upp en bild av detta fornminne                                          |
| Skön 90:2                              | Hög                              |              | Skön, Medelpad      |                                                       | 62.433511, 17.359099 | 10249200900002 | Ladda upp en bild av detta fornminne                                          |
| Skön 91:1                              | Hög                              |              | Skön, Medelpad      |                                                       | 62.445487, 17.359725 | 10249200910001 | Ladda upp en bild av detta fornminne                                          |
| Skön 91:2                              | Stensättning                     |              | Skön, Medelpad      |                                                       | 62.445596, 17.359890 | 10249200910002 | Ladda upp en bild av detta fornminne                                          |
| Skön 92:1                              | Hög                              |              | Skön, Medelpad      |                                                       | 62.446595, 17.355154 | 10249200920001 | Ladda upp en bild av detta fornminne                                          |
| Skön 93:1                              | Hög                              |              | Skön, Medelpad      |                                                       | 62.456255, 17.364948 | 10249200930001 | Ladda upp en bild av detta fornminne                                          |
| Skön 93:2                              | Hög                              |              | Skön, Medelpad      |                                                       | 62.456095, 17.365282 | 10249200930002 | Ladda upp en bild av detta fornminne                                          |
| Skön 94:1                              | Hög                              |              | Skön, Medelpad      |                                                       | 62.458466, 17.359117 | 10249200940001 | Ladda upp en till bild av detta fornminne                                     |
| Skön 96:1                              | Röse                             |              | Skön, Medelpad      |                                                       | 62.464359, 17.349308 | 10249200960001 | Ladda upp en bild av detta fornminne                                          |
| Skön 97:1                              | Gravfält                         |              | Skön, Medelpad      |                                                       | 62.439061, 17.298432 | 10249200970001 | Ladda upp en bild av detta fornminne                                          |
| Skön 98:1                              | Hög                              |              | Skön, Medelpad      |                                                       | 62.440122, 17.321133 | 10249200980001 | Ladda upp en till bild av detta fornminne                                     |
| Skön 98:2                              | Hög                              |              | Skön, Medelpad      |                                                       | 62.440129, 17.321424 | 10249200980002 | Ladda upp en till bild av detta fornminne                                     |
| Skön 99:1                              | Gravfält                         |              | Skön, Medelpad      |                                                       | 62.447834, 17.306551 | 10249200990001 | Ladda upp en bild av detta fornminne                                          |
| Skön 100:1                             | Hög                              |              | Skön, Medelpad      |                                                       | 62.449084, 17.307475 | 10249201000001 | Ladda upp en bild av detta fornminne                                          |
| Skön 104:1                             | Hög                              |              | Skön, Medelpad      |                                                       | 62.452946, 17.362607 | 10249201040001 | Ladda upp en bild av detta fornminne                                          |
| Skön 104:2                             | Hög                              |              | Skön, Medelpad      |                                                       | 62.452433, 17.362551 | 10249201040002 | Ladda upp en bild av detta fornminne                                          |
| Skön 104:3                             | Hög                              |              | Skön, Medelpad      |                                                       | 62.452846, 17.361629 | 10249201040003 | Ladda upp en bild av detta fornminne                                          |
| Skön 105:1                             | Gravfält                         |              | Skön, Medelpad      |                                                       | 62.431340, 17.386653 | 10249201050001 | Ladda upp en bild av detta fornminne                                          |
| Skön 106:1                             | Hög                              |              | Skön, Medelpad      |                                                       | 62.445161, 17.358495 | 10249201060001 | Ladda upp en bild av detta fornminne                                          |
| Skön 106:2                             | Hög                              |              | Skön, Medelpad      |                                                       | 62.445107, 17.358784 | 10249201060002 | Ladda upp en bild av detta fornminne                                          |
| Skön 106:3                             | Hög                              |              | Skön, Medelpad      |                                                       | 62.444933, 17.358374 | 10249201060003 | Ladda upp en bild av detta fornminne                                          |
| Skön 107:1                             | Hög                              |              | Skön, Medelpad      |                                                       | 62.453979, 17.358824 | 10249201070001 | Ladda upp en bild av detta fornminne                                          |
| Skön 107:2                             | Hög                              |              | Skön, Medelpad      |                                                       | 62.453894, 17.359443 | 10249201070002 | Ladda upp en bild av detta fornminne                                          |
| Skön 108:1                             | Röse                             |              | Skön, Medelpad      |                                                       | 62.462579, 17.357251 | 10249201080001 | Ladda upp en bild av detta fornminne                                          |
| Skön 108:2                             | Röse                             |              | Skön, Medelpad      |                                                       | 62.462511, 17.357641 | 10249201080002 | Ladda upp en bild av detta fornminne                                          |
| Skön 109:1                             | Hög                              |              | Skön, Medelpad      |                                                       | 62.436120, 17.267455 | 10249201090001 | Ladda upp en bild av detta fornminne                                          |
| Skön 115:1                             | Stensättning                     |              | Skön, Medelpad      |                                                       | 62.461851, 17.355020 | 10249201150001 | Ladda upp en bild av detta fornminne                                          |
| Skön 116:1                             | Stensättning                     |              | Skön, Medelpad      |                                                       | 62.447046, 17.366547 | 10249201160001 | Ladda upp en bild av detta fornminne                                          |
| Skön 117:1                             | Gravfält                         |              | Skön, Medelpad      |                                                       | 62.442631, 17.369767 | 10249201170001 | Ladda upp en bild av detta fornminne                                          |
| Skön 118:1                             | Hög                              |              | Skön, Medelpad      |                                                       | 62.445600, 17.379136 | 10249201180001 | Ladda upp en bild av detta fornminne                                          |
| Skön 122:1                             | Gravfält                         |              | Sundsvall, Medelpad | Skönsberg - Sibirien                                  | 62.407260, 17.364987 | 10249201220001 | Se fler bilder av detta fornminne · Ladda upp en till bild av detta fornminne |
| Skön 123:1                             | Gravfält                         |              | Sundsvall, Medelpad |                                                       | 62.406556, 17.367679 | 10249201230001 | Ladda upp en bild av detta fornminne                                          |
| Skön 125:1                             | Hög                              |              | Sundsvall, Medelpad |                                                       | 62.402906, 17.373884 | 10249201250001 | Ladda upp en till bild av detta fornminne                                     |
| Skön 126:1                             | Gravfält                         |              | Skön, Medelpad      |                                                       | 62.451782, 17.329793 | 10249201260001 | Ladda upp en bild av detta fornminne                                          |
| Skön 132:1                             | Hög                              |              | Skön, Medelpad      |                                                       | 62.450050, 17.271417 | 10249201320001 | Ladda upp en bild av detta fornminne                                          |
| Skön 132:2                             | Hög                              |              | Skön, Medelpad      |                                                       | 62.450030, 17.271706 | 10249201320002 | Ladda upp en bild av detta fornminne                                          |